# Allison Wagner
Allison Marie Wagner, född 21 juli 1977 i Gainesville, Florida, är en amerikansk före detta simmare.
Wagner blev olympisk silvermedaljör på 400 meter medley vid sommarspelen 1996 i Atlanta.